# SN 1951H
SN 1951H – supernowa typu II odkryta 27 września 1950 roku w galaktyce NGC 5457. W momencie odkrycia miała maksymalną jasność 17,50m.